# Ferragosto OK
Ferragosto O.K. è una miniserie televisiva del 1986, diretto da Sergio Martino.

## Trama
In un hotel della riviera, due meccanici pasticcioni, Giusto e Severo, giunti in città per consegnare una Ferrari Mondial a un ricco commendatore in ferie, si fingono ricchi imprenditori e alloggiano in albergo, cercando di adescare qualche ragazza.  Si imbattono dapprima in due suore laiche che, con la scusa di portarli a casa, li conducono in convento dove saranno costretti a fare una generosa offerta per gli orfanelli in cambio di un pranzo a pane ed acqua. Successivamente, vengono irretiti dall'avvenente contessa Pia Scala, cliente dell'albergo, che usa la propria nobiltà per elargire prestazioni sessuali a pagamento. Dopo vari imbrogli, verranno picchiati da tutte le persone che avevano ingannato precedentemente, compreso il direttore dell'hotel. Finiranno sposati a Gigliola e Violetta Barilli, le due figlie del direttore di banca che ha permesso loro di non fallire con la loro officina. 
Intanto, Oreste Nardacci, in vacanza con la moglie Olga e il figlio Ovidio, cerca di introdurre all'educazione erotica quest'ultimo, che finisce per invaghirsi di una bella signora divorziata, ricambiato. Tuttavia, all'arrivo del marito, la signora abbandona il ragazzo. Nel frattempo, due sposini - Ersilio e Giovanna - arrivano per consumare la loro luna di miele, anche se lo sposo cerca di sottrarsi in tutti i modi ai suoi doveri coniugali per l'eccesso di passione dell'insaziabile moglie.
In albergo è in ritiro anche un tennista, Marco Manenti, con il suo oppressivo allenatore. Marco si innamora, ricambiato, della bella Guendalina, proprietaria di un bazar con l'amica Lella, e finisce col perdere il torneo per colpa dell'amore. Successivamente, Marco lascia Guendalina per il tennis e quest'ultima e l'amica bandiscono i tennisti dal loro bazar, mentre Marilena Bartozzi, in vacanza con la madre Eliana, che tenta di accasarla con un uomo ricco, innamoratasi del bagnino Franco, lo scarica quando scopre che è in realtà proprio di ricca famiglia.

## Produzione
La miniserie, diretta da Sergio Martino – uno dei più noti esponenti italiani del cosiddetto cinema di genere – riprende, in chiave televisiva, la tradizione dei film-cartolina estivi dei primi anni sessanta, con la presenza, accanto a caratteristi come Isa Gallinelli, Gegia e Gianni Ciardo o Silvio Spaccesi, Vittorio Marsiglia e Gisella Sofio, di attori e personaggi all'epoca molto noti al pubblico, da Mauro Di Francesco a Giorgio Vignali alla sex symbol Sabrina Salerno. In un ruolo minore appare la futura politica Alessandra Mussolini. 
Le riprese furono effettuate a San Benedetto del Tronto, nell'hotel International per la location dell'albergo e l'esterno del bazar di Guendalina e Lella, mentre alcune riprese minori furono girate a Roma.

## Colonna sonora
Ferragosto O.K. ha una colonna sonora che cavalca l'onda delle hit estive di quel periodo (Innamoratissimo dei Righeira), con Onde Radio Blu dei Dribbling (Roberto Magurano e Graziano Rey) a fare da filo conduttore. Tra gli altri pezziː
- Swiss Boy - Lou Sern
- Boom Boom (Let's Go Back to My Room) - Paul Lekakis
- O' guaglione - Tony Cicco
- The Dance Queen - Betty Bristol
- Over Me, Ma io vi mollo tutti e vado al mare - Jo Chiarello
- Ferragosto - Massimiliano Pace
- Ma in fondo l'Africa non è lontana - Ro.Bo.T.
- Non ci sto, Chiarello, Damiana, Dormi dormi - Valerio Liboni
- Vamonos, Vanna, Festa - Dino Siani
- As tu As - Tony Esposito
- Tittle Tattle - Baricentro
- Looking for Love - Tom Hooker
- Sombrero - L.S. Manera
- My Story - Vanna Vani
- Sunshine, Pedro Pedrito - Stefano Sabatini
- Sexy Girl - Sabrina Salerno
- Highway to Freedom - Fahrenheit 104
- U. S. S. R. - Eddy Huntington